# FUNKASTiC
『FUNKASTiC』（ファンカスティック）は、スガシカオの9枚目のオリジナル・アルバム。

## 概要
『FUNKAHOLiC』から1年8ヶ月ぶりの新作は、「初回生産限定盤（DVD付）」「通常盤」の2種同時リリース。
初回生産限定盤付属のDVDには、2009年12月に行ったロンドン公演の模様とドキュメンタリー映像などが収録。日英国交樹立150周年のイベントの一環として招聘され日本テレビ「NEWS ZERO」のスタッフも同行している。
オリコンチャートで週間2位を記録し、デビュー作から13作連続でTOP10入り。尾崎豊の12作連続を抜き歴代単独1位となった。

## 収録曲
全作詞・作曲：スガシカオ

### CD
1. Party People（4:20）[2]
  - 25thシングル表題曲。
2. 91時91分（4:12）[2]
  - タイトルは時計の16時16分をデジタル表示で逆さに見たときを表している。
3. サヨナラホームラン（3:54）[2]
  - 27thシングル表題曲。
4. 兆し（3:47）[2]
  - 白泉社『3月のライオン』第4巻発売記念CMソング。
5. ファンカゲリヲン（3:34）[2]
  - スガが好きな『新世紀エヴァンゲリオン』をモデルにした楽曲。
6. トマトとウソと戦闘機（4:35）[2]
7. 雨あがりの朝に（4:08）[2]
  - ブロードメディア・スタジオ配給映画『スイートリトルライズ』主題歌。
  - 2010年3月10日に配信リリース楽曲。
8. ドキュメント2010〜Singer VS. Rapper〜（3:33）[2]
  - 「はじまりの日 feat. Mummy-D」に続きMummy-Dが参加。
9. 台風は北北東に進路をかえ…（4:41）[2]
10. 夏色タイム（4:54）[2]
11. 軽蔑（4:06）[2]
12. はじまりの日 feat.Mummy-D（4:49）[2]
  - 26thシングル表題曲。
  - テレビ東京系アニメ『テガミバチ』オープニングテーマ。
  - 表記はされていないが、アルバムバージョンとしてイントロが追加されている。

### DVD
- SUGA SHIKAO IN LONDON LIVE and DOCUMENT

1. 19才
2. Loveless
3. 13階のエレベーター
4. 青空
5. アシンメトリー
6. 春夏秋冬
7. Party People
8. FUNKAHOLiC
9. 俺たちファンクファイヤー
10. Thank You
11. Progress
12. 午後のパレード

## 演奏
- スガシカオ
  - Vocal
  - Acoustic Guitar (#1.4.7)
  - Electric Guitar (#1.5-11)
  - Bass (#5.8.9.11)
  - Programming (#9.11)
- Mummy-D：Rap (#8.12)
- 森俊之
  - Keyboards (#1.2.4.5.6.8)
  - Programming (#1.4.5.6.8)
  - Piano (#7)
  - Chorus (#2)
- 根岸孝旨：Bass (#1.12)
- 沼澤尚：Drums (#1)
- 大儀見元：Percussion (#1.2)
- 田中義人
  - Electric Guitar (#2.12)
  - Programming (#12)
  - Chorus (#2)
- 松原秀樹：Bass (#2.6.7)
- 玉田豊夢：Drums (#2)
- 佐々木史郎：Trumpet (#2)
- 河合わかば：Trombone (#2)
- 竹野昌邦：Alto Sax (#2)
- 西川進：Electric Guitar (#3)
- 亀田誠治：Bass (#3)
- 飯田高広：Manipulator (#3)
- 岸田容男：Drums (#5)
- 有賀啓雄：Bass (#10)
- 屋敷豪太：Drums (#10)
- 斎藤有太：Keyboards (#10)
- 河内肇：Keyboards (#11)
- 佐野康夫：Drums (#12)